# Gran Premio Ayuntamiento de Bilbao
Der Gran Premio Ayuntamiento de Bilbao war ein spanischer Wettbewerb im Straßenradsport, der als Etappenrennen und ab 1960 als Eintagesrennen rund um Bilbao im Baskenland veranstaltet wurde.

## Geschichte
Der Gran Premio Ayuntamiento de Bilbao wurde 1943 begründet und fand bis 1964 statt. Das Rennen hatte 11 Ausgaben. Bis 1955 war es ein Etappenrennen, danach ein Eintagesrennen.

## Palmarès
- 1943  Martín Mancisidor
- 1944  José Gándara
- 1945–1951 nicht ausgetragen
- 1952  Senén Blanco
- 1953  Cosme Barrutia
- 1954  Ponciano Arbelaiz
- 1955  Carmelo Morales
- 1956–1959 nicht ausgetragen
- 1960  José Segú
- 1961  Juan José Sagarduy
- 1962  Eusebio Vélez
- 1963  Roberto Morales
- 1964  Manuel Martín Piñera